# エプリノメクチン
エプリノメクチン（英：Eprinomectin）は、動物用外用駆虫薬として使用されるアベルメクチンである。 エプリノメクチンB1aとB1bという2つの化合物の混合物である。